# Ophiactidae
Famille
Les Ophiactidae sont une famille d'ophiures de l'ordre des Amphilepidida.

## Description et caractéristiques
Ce sont des ophiures filtreuses, caractérisées notamment par une unique papille orale rectangulaire à la pointe de chaque mâchoire.

## Liste des genres
Selon World Register of Marine Species (17 juin 2014) :
- genre Hemipholis Lyman, 1865 -- 2 espèces
- genre Ophiactis Lütken, 1856 -- 51 espèces et 2 fossiles

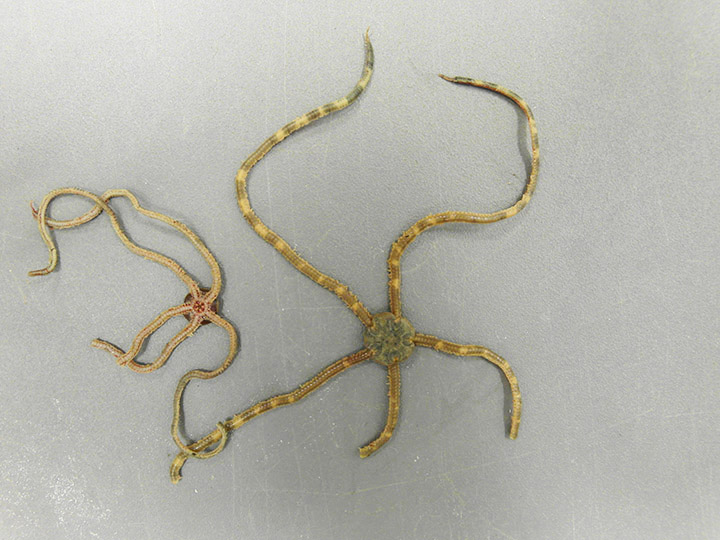
Hemipholis elongata
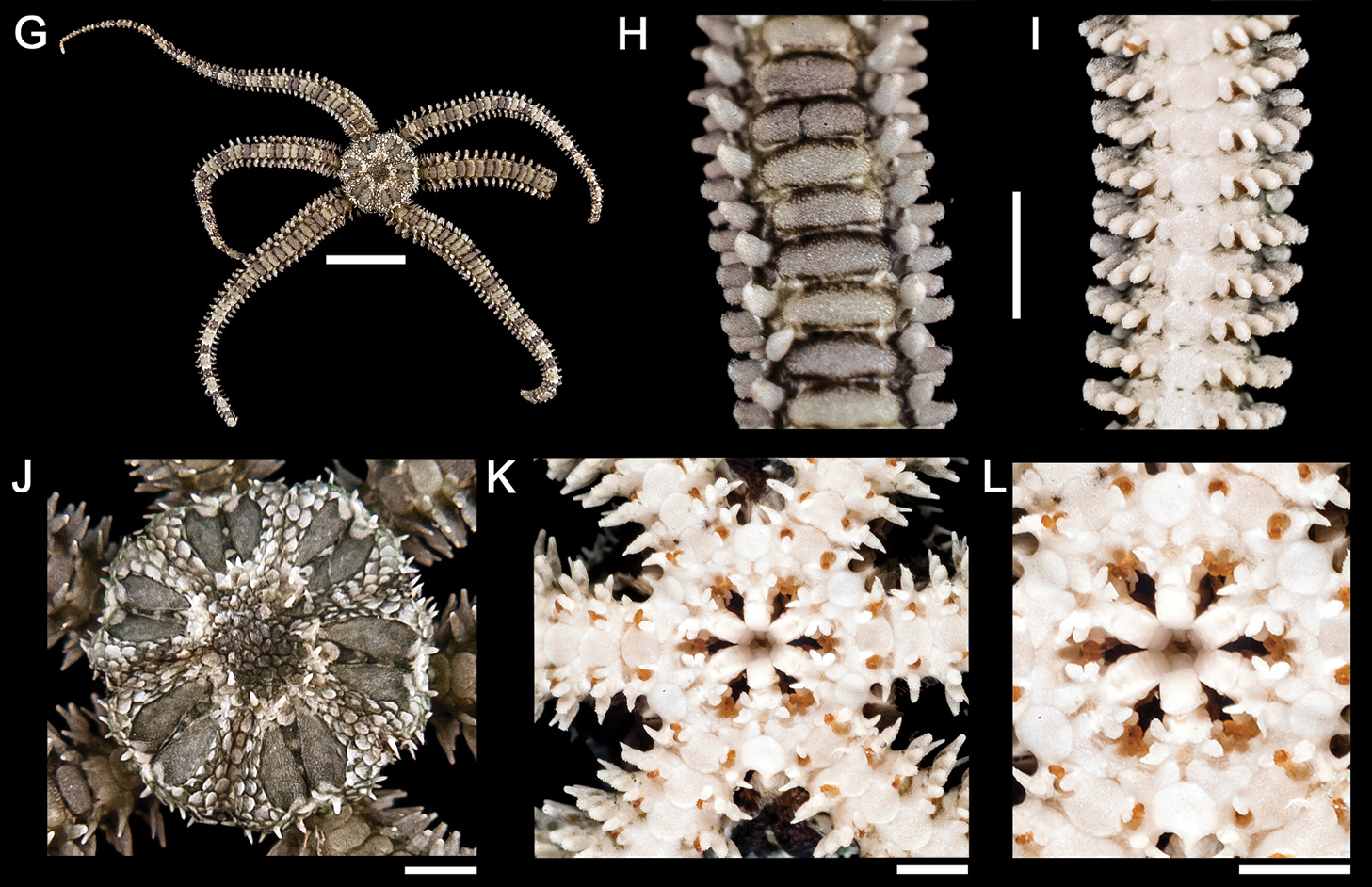
Ophiactis savignyi